# کلوویس (کالیفرنیا)
کلوویس (به انگلیسی: Clovis) شهری در شهرستان فرسنو ایالت کالیفرنیا است که در سرشماری سال ۲۰۱۰ میلادی، ۹۵۶۳۱ نفر جمعیت داشته‌است.
این شهر یکی از مناطق شهری فرزنو محسوب می‌گردد.